# اسب سیاه (فیلم ۱۹۷۹)
اسب سیاه (به انگلیسی: The Black Stallion) فیلمی ۱۱۸ دقیقه‌ای به کارگردانی کرول بالارد با بازی کلی رنو است.